# آن دوغلاس سيدجويك
آن دوغلاس سيدجويك (بالإنجليزية: Anne Douglas Sedgwick)‏ (28 مارس 1873، إنغلوود في الولايات المتحدة - 19 يوليو 1935، هامبستاد في المملكة المتحدة)؛ كاتِبة وروائية أمريكية.

## روابط خارجية
- آن دوغلاس سيدجويك على موقع IMDb (الإنجليزية)
- آن دوغلاس سيدجويك على موقع الموسوعة البريطانية (الإنجليزية)
- آن دوغلاس سيدجويك على موقع قاعدة بيانات برودواي على الإنترنت (الإنجليزية)